# Courcité
Courcité est une commune française, située dans le département de la Mayenne en région Pays de la Loire, peuplée de 808 habitants (les Courcitéens).
La commune fait partie de la province historique du Maine, et se situe dans le Bas-Maine.

## Géographie

### Climat
Pour des articles plus généraux, voir Climat des Pays de la Loire et Climat de la Mayenne.
En 2010, le climat de la commune est de type climat océanique altéré, selon une étude du CNRS s'appuyant sur une série de données couvrant la période 1971-2000. En 2020, Météo-France publie une typologie des climats de la France métropolitaine dans laquelle la commune est exposée à un climat océanique et est dans la région climatique  Moyenne vallée de la Loire, caractérisée par une bonne insolation (1 850 h/an) et un été peu pluvieux. 
Pour la période 1971-2000, la température annuelle moyenne est de 10,5 °C, avec une amplitude thermique annuelle de 13,9 °C. Le cumul annuel moyen de précipitations est de 817 mm, avec 12,5 jours de précipitations en janvier et 7,2 jours en juillet. Pour la période 1991-2020, la température moyenne annuelle observée sur la station météorologique de Météo-France la plus proche, sur la commune de Rouessé-Vassé à 17 km à vol d'oiseau, est de 11,7 °C et le cumul annuel moyen de précipitations est de 806,9 mm,. Pour l'avenir, les paramètres climatiques de la commune estimés pour 2050 selon différents scénarios d'émission de gaz à effet de serre sont consultables sur un site dédié publié par Météo-France en novembre 2022.

## Urbanisme

### Typologie
Au 1er janvier 2024, Courcité est catégorisée commune rurale à habitat dispersé, selon la nouvelle grille communale de densité à sept niveaux définie par l'Insee en 2022.
Elle est située hors unité urbaine. Par ailleurs la commune fait partie de l'aire d'attraction de Villaines-la-Juhel, dont elle est une commune de la couronne,. Cette aire, qui regroupe 8 communes, est catégorisée dans les aires de moins de 50 000 habitants,.

### Occupation des sols
L'occupation des sols de la commune, telle qu'elle ressort de la base de données européenne d’occupation biophysique des sols Corine Land Cover (CLC), est marquée par l'importance des territoires agricoles (98,4 % en 2018), une proportion sensiblement équivalente à celle de 1990 (99,1 %). La répartition détaillée en 2018 est la suivante : 
terres arables (71,6 %), prairies (23 %), zones agricoles hétérogènes (3,9 %), zones urbanisées (1,6 %). L'évolution de l’occupation des sols de la commune et de ses infrastructures peut être observée sur les différentes représentations cartographiques du territoire : la carte de Cassini (XVIIIe siècle), la carte d'état-major (1820-1866) et les cartes ou photos aériennes de l'IGN pour la période actuelle (1950 à aujourd'hui).

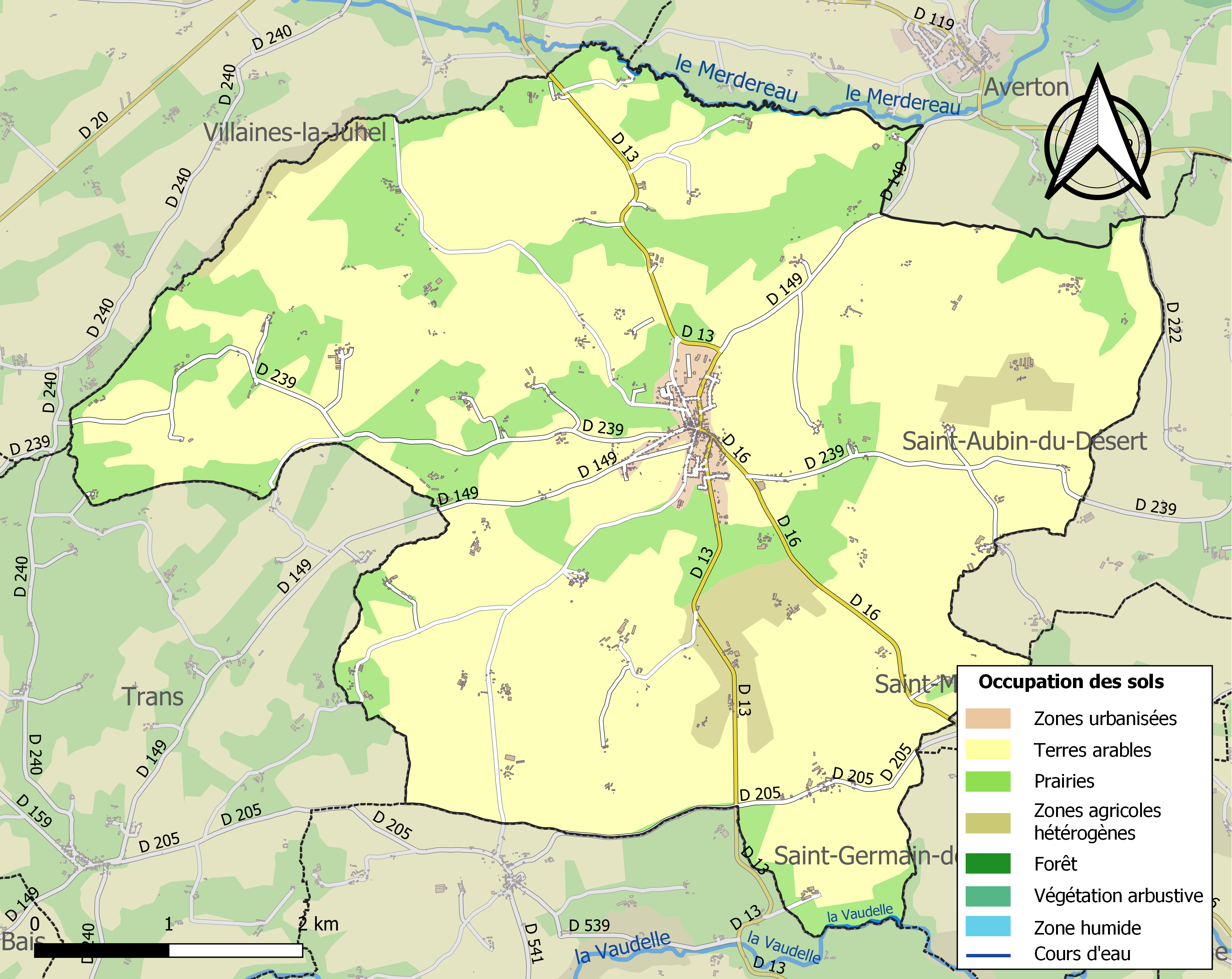
Carte des infrastructures et de l'occupation des sols de la commune en 2018 (CLC).

## Toponymie

### Mentions anciennes
Les mentions anciennes de Courcité sont : - Parrochia de Courcité, 1097-1125 ; - Parrochia de Curia Civitatis, 1273 ; -  Prior de Corcité, Prior de Curia Civitatis, XIIIe siècle ; - Courcité, 1312 ; - Courcité, 1434 ; Eccl. De Curia Civitatis, XVe siècle ; - Saint-Pierre de Courcité, 1633.

### Étymologie
Malgré les latinisations savantes du type Curia Civitatis, le toponyme est sans rapport avec ces termes latins, le mot curia étant par ailleurs absent de la toponymie française. Il s'agit en réalité du mot court « établissement rural » (même mot que cour en français moderne, écrit sans -t par fausse étymologie, d'après curia qui aurait donné *cuire, mais issu du bas latin cortem), suivi comme c'est généralement le cas d'un nom de personne. Cependant, l'absence de formes anciennes suffisamment caractérisées ne permet pas de déterminer l'origine de cet anthroponyme avec certitude. Le nom de personne germanique Sigitac a été proposé, Sigitac a en effet régulièrement abouti à *Sité en français, graphié par la suite -cité.

## Histoire
Des ruines et monnaies romaines (Faustines, Constantins, Gordien le Pieux, Victorin et Postume) ont été découvertes en 1857 au village de Montméart situé sur une voie antique allant d'est en ouest. En 989, l'abbaye d'Évron  possède un domaine au hameau de Montaglan et la Gravelle et elle confirme la dîme de Coucité, v. 1100. Durant les guerres de religion de la fin du  XVIe siècle, des bandes anglaises, après avoir commis des désordres inouïs, délogent de Courcité, le 24 février 1593. Durant la Fronde, les registres et objets précieux de l'église sont cachés du 14 mai au 24 novembre 1636, « à cause des gens de guerre ». Au XVIIIe siècle, le territoire de Courcité  « produit du seigle, de l'avoine et du carabin (patois mayennais : sarrasin) ».
Durant la Révolution, les Chouans, à plusieurs reprises, envahissent la région, en particulier fin 1799, où  venant de Bais et s'étant déplacés à Courcité, ils sont attaqués par les cantonnements de Pré-en-Pail et du Ribay, finalement délogés par les trois bataillons de la 24e demi-brigade d'infanterie, qui se trouvait de passage.

## Démographie
L'évolution du nombre d'habitants est connue à travers les recensements de la population effectués dans la commune depuis 1793. Pour les communes de moins de 10 000 habitants, une enquête de recensement portant sur toute la population est réalisée tous les cinq ans, les populations de référence des années intermédiaires étant quant à elles estimées par interpolation ou extrapolation. Pour la commune, le premier recensement exhaustif entrant dans le cadre du nouveau dispositif a été réalisé en 2005.

En 2022, la commune comptait 808 habitants, en évolution de −10,42 % par rapport à 2016 (Mayenne : −0,73 %, France hors Mayotte : +2,11 %).
| 1793  | 1800  | 1806  | 1821  | 1831  | 1836  | 1841  | 1846  | 1851  |
| ----- | ----- | ----- | ----- | ----- | ----- | ----- | ----- | ----- |
| 1 932 | 1 855 | 1 809 | 1 792 | 1 899 | 1 905 | 1 962 | 2 052 | 2 113 |

| 1856  | 1861  | 1866  | 1872  | 1876  | 1881  | 1886  | 1891  | 1896  |
| ----- | ----- | ----- | ----- | ----- | ----- | ----- | ----- | ----- |
| 2 202 | 2 100 | 2 090 | 2 031 | 2 020 | 2 031 | 1 975 | 1 832 | 1 778 |

| 1901  | 1906  | 1911  | 1921  | 1926  | 1931  | 1936  | 1946  | 1954  |
| ----- | ----- | ----- | ----- | ----- | ----- | ----- | ----- | ----- |
| 1 692 | 1 660 | 1 460 | 1 225 | 1 201 | 1 204 | 1 171 | 1 089 | 1 040 |

| 1962  | 1968 | 1975 | 1982  | 1990 | 1999 | 2005  | 2006 | 2010 |
| ----- | ---- | ---- | ----- | ---- | ---- | ----- | ---- | ---- |
| 1 020 | 948  | 954  | 1 002 | 938  | 992  | 1 004 | 998  | 909  |

| 2015 | 2020 | 2022 | - | - | - | - | - | - |
| ---- | ---- | ---- | - | - | - | - | - | - |
| 899  | 828  | 808  | - | - | - | - | - | - |

## Culture locale et patrimoine

### Lieux et monuments

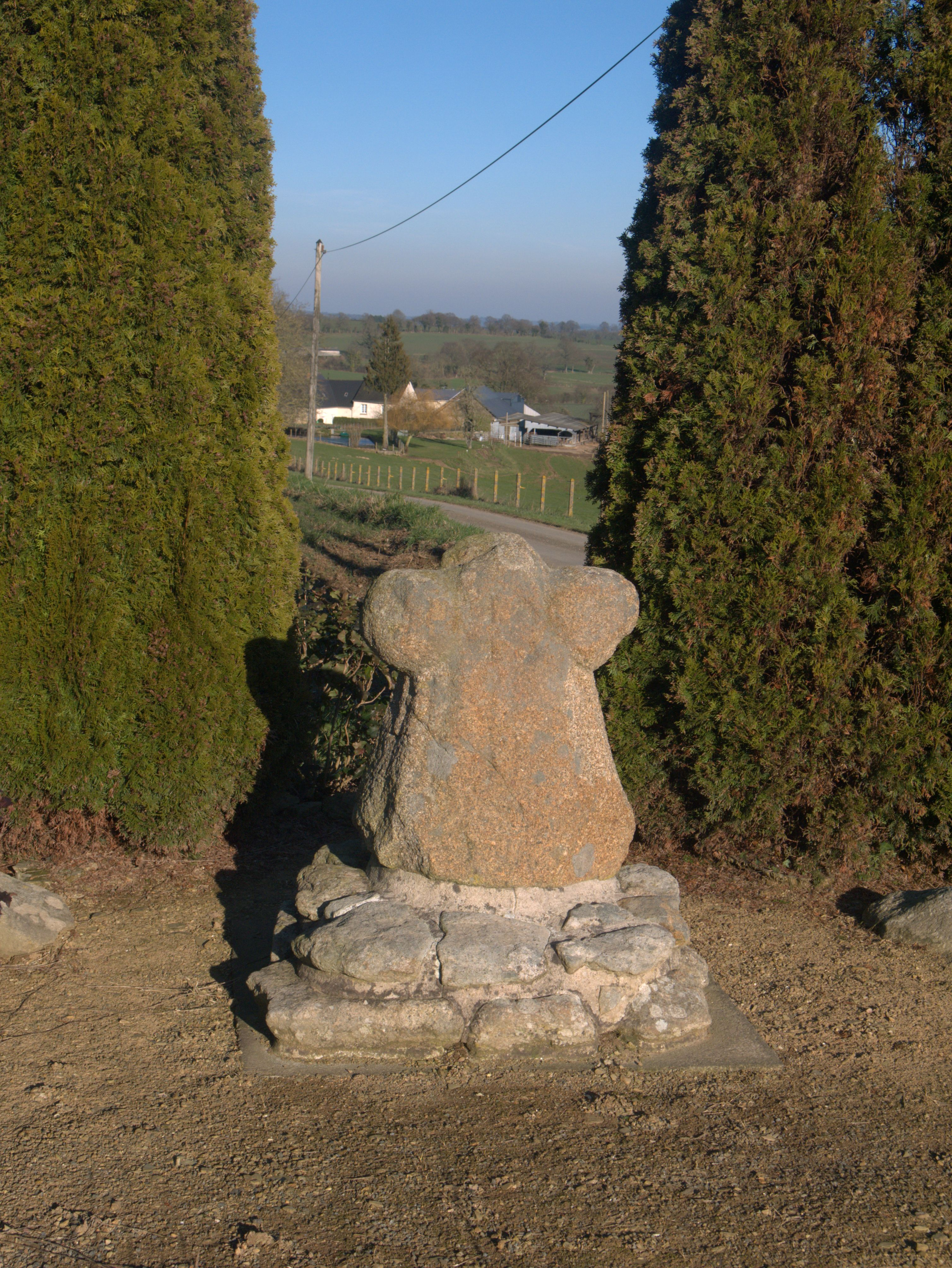
Le calvaire de la Guinhard.

- L'église Saint-Pierre-et-Saint-Paul (XIXe siècle).
- Calvaire du Ve siècle, lieu-dit la Guinhard.
- Ancien château du Vieil-Averton.

### Personnalités liées à la commune
- Jean Orri, avocat au Mans, né à Courcité, est l'auteur de quelques poésies qui ont été imprimées avec celles de Charles Fontaine ; il a fait des mémoires sur les antiquités du Maine ; il a aussi composé quelques vers français sur la mort de Guillaume de Langeai du Bellai, et un art poétique français ; il vivait en 1544. La Croix du Maine[18].

### Héraldique
| Blason de Courcité | Blason  | Chevronné d’or et de gueules, à une flèche de sable mise en pal, brochant sur le tout ; à la bordure du second, chargée de seize besants d’argent. |
| Blason de Courcité | Détails | Le chevronné d’or et de gueules provient des armes de la famille de Beaumont, seigneur du Vieil-Averton, le domaine seigneurial de Courcité. La reprise intégrale du blason seigneurial étant interdite pour la commune, il suffit d’en emprunter un ou plusieurs éléments. La bordure est la reprise partielle du blason de la famille d’Alençon également seigneur de Viel-Averton. La remarque concernant la reprise du blason seigneurial est valable ici aussi. La flèche symbolise Sébastien, le saint patron de la commune de Courcité. Les ornements sont deux gerbes de blé d’or mises en sautoir par la pointe et liées de gueules afin d’honorer l’activité agricole. Le listel d'argent porte le nom de la commune en lettres majuscules de sable. La couronne de tours dit que l’écu est celui d’une commune ; elle n’a rien à voir avec des fortifications. Le statut officiel du blason reste à déterminer. |